# Persone di nome Mateusz
| Questa pagina contiene informazioni ricavate automaticamente dalle voci biografiche con l'ausilio del template Bio e di un bot. L'aggiornamento è periodico e automatico e ricostruisce completamente la pagina. Se manca una persona in questa lista, sei pregato di non aggiungerla, ma accertati piuttosto che la sua voce biografica contenga il template Bio e che i dati anagrafici siano correttamente compilati. Se il template Bio manca, inseriscilo tu stesso o, in alternativa, metti l'avviso {{tmp\|Bio}} che ne segnala la mancanza. Se i dati riportati sono sbagliati, correggi direttamente la voce biografica; le modifiche saranno visibili in questa lista entro pochi giorni. Per chiarimenti vedi il progetto antroponimi. La lista contiene solo le 61 persone che sono citate nell'enciclopedia e per le quali è stato implementato correttamente il template Bio. Pagina aggiornata al 16 ott 2024. |

Questa è una lista di persone presenti nell'enciclopedia che hanno il prenome Mateusz, suddivise per attività principale.

## Altisti(1)
- Mateusz Przybylko, altista tedesco (Bielefeld, n. 1992)

## Attori(1)
- Mateusz Kościukiewicz, attore polacco (Nowy Tomyśl, n. 1986)

## Calciatori(31)
- Mateusz Bartolewski, calciatore polacco (Szczecinek, n. 1998)
- Mateusz Bogusz, calciatore polacco (Ruda Śląska, n. 2001)
- Mateusz Cetnarski, ex calciatore polacco (Kolbuszowa, n. 1988)
- Mateusz Cholewiak, calciatore polacco (Krosno, n. 1990)
- Mateusz Cichocki, calciatore polacco (Varsavia, n. 1992)
- Mateusz Czyżycki, calciatore polacco (Jasło, n. 1998)
- Mateusz Hołownia, calciatore polacco (Biała Podlaska, n. 1998)
- Mateusz Klich, calciatore polacco (Tarnów, n. 1990)
- Mateusz Kowalski, ex calciatore polacco (Cracovia, n. 1986)
- Mateusz Kupczak, calciatore polacco (Żywiec, n. 1992)
- Mateusz Kuzimski, calciatore polacco (Tczew, n. 1991)
- Mateusz Lis, calciatore polacco (Żary, n. 1997)
- Mateusz Machaj, calciatore polacco (Głogów, n. 1989)
- Mateusz Mak, calciatore polacco (Sucha Beskidzka, n. 1991)
- Mateusz Matras, calciatore polacco (Ornontowice, n. 1991)
- Mateusz Możdżeń, calciatore polacco (Varsavia, n. 1991)
- Mateusz Młyński, calciatore polacco (Gdynia, n. 2001)
- Mateusz Praszelik, calciatore polacco (Racibórz, n. 2000)
- Mateusz Prus, ex calciatore polacco (Zamość, n. 1990)
- Mateusz Radecki, calciatore polacco (Radom, n. 1993)
- Mateusz Skrzypczak, calciatore polacco (Poznań, n. 2000)
- Mateusz Spychała, calciatore polacco (Sieraków, n. 1998)
- Mateusz Szczepaniak, ex calciatore polacco (Lubin, n. 1991)
- Mateusz Szwoch, calciatore polacco (Starogard Gdański, n. 1993)
- Mateusz Wdowiak, calciatore polacco (Cracovia, n. 1996)
- Mateusz Wieteska, calciatore polacco (Varsavia, n. 1997)
- Mateusz Zachara, calciatore polacco (Częstochowa, n. 1990)
- Mateusz Kochalski, calciatore polacco (Świdnik, n. 2000)
- Mateusz Łęgowski, calciatore polacco (Brodnica, n. 2003)
- Mateusz Żukowski, calciatore polacco (Lębork, n. 2001)
- Mateusz Żyro, calciatore polacco (Varsavia, n. 1998)

## Canottieri(1)
- Mateusz Biskup, canottiere polacco (Danzica, n. 1994)

## Cantanti(1)
- Vito Bambino, cantante e attore polacco (Katowice, n. 1988)

## Cestisti(4)
- Mateusz Bartosz, cestista polacco (Żary, n. 1987)
- Mateusz Dziemba, cestista polacco (Bytom, n. 1992)
- Mateusz Kostrzewski, cestista polacco (Elbląg, n. 1989)
- Mateusz Ponitka, cestista polacco (Ostrów Wielkopolski, n. 1993)

## Ciclisti su strada(1)
- Mateusz Gajdulewicz, ciclista su strada polacco (Varsavia, n. 2003)

## Compositori(1)
- Mateusz Zwierzchowski, compositore e organista polacco (n. 1713 - Gniezno, † 1768)

## Dirigenti sportivi(1)
- Mateusz Lewandowski, dirigente sportivo, allenatore di calcio e ex calciatore polacco (Płock, n. 1993)

## Giocatori di football americano(1)
- Mateusz Patalas, giocatore di football americano polacco

## Giornalisti(1)
- Mateusz Szymkowiak, giornalista e conduttore televisivo polacco (Skarżysko-Kamienna, n. 1987)

## Goisti(1)
- Mateusz Surma, goista polacco (n. 1995)

## Informatici(1)
- Mateusz Kijowski, informatico, giornalista e attivista polacco (Varsavia, n. 1968)

## Lottatori(2)
- Mateusz Bernatek, lottatore polacco (Piotrków Trybunalski, n. 1994)
- Mateusz Gucman, lottatore polacco (Głubczyce, n. 1980)

## Nuotatori(1)
- Mateusz Sawrymowicz, ex nuotatore polacco (Lublino, n. 1987)

## Pallavolisti(3)
- Mateusz Bieniek, pallavolista polacco (Blachownia, n. 1994)
- Mateusz Mika, pallavolista polacco (Kobiernice, n. 1991)
- Mateusz Poręba, pallavolista polacco (Tuchów, n. 1999)

## Pistard(1)
- Mateusz Rudyk, pistard polacco (Oława, n. 1995)

## Politici(1)
- Mateusz Morawiecki, politico, manager e economista polacco (Breslavia, n. 1968)

## Rapper(2)
- Guzior, rapper polacco (Breslavia, n. 1992)
- Żabson, rapper polacco (Opoczno, n. 1994)

## Scacchisti(1)
- Mateusz Bartel, scacchista polacco (Varsavia, n. 1985)

## Slittinisti(1)
- Mateusz Sochowicz, slittinista polacco (Breslavia, n. 1996)

## Snowboarder(1)
- Mateusz Ligocki, snowboarder polacco (Cieszyn, n. 1982)

## Tennisti(1)
- Mateusz Kowalczyk, ex tennista polacco (Chrzanów, n. 1987)

## Velisti(1)
- Mateusz Kusznierewicz, ex velista polacco (Varsavia, n. 1975)